# Zosteria clivosa
Zosteria clivosa là một loài ruồi trong họ Asilidae. Zosteria clivosa được Daniels miêu tả năm 1987. Loài này phân bố ở miền Australasia.